# 주제 카를루스 곤살브스 호드리게스
주제 카를루스 곤살브스 호드리게스(포르투갈어: José Carlos Gonçalves Rodrigues, 1988년 8월 31일, 리스본 ~)는 흔히 제카(Zeca)로 알려진 그리스의 프로 축구 선수로, 현재 덴마크 수페르리가의 FC 코펜하겐에서 미드필더로 활약하고 있다.

## 클럽 경력

### 비토리아 세투발
리스본 출신으로, 제카는 지역의 카사 피아에서 10세에 축구를 시작하여, 4부 리그에서 1군 데뷔를 하였고, 이후 비토리아 세투발의 선수가 되었다.
사두강을 연고로 하는 팀에서의 처음이자 마지막 시즌에 제카는 리그 경기에 26번 나섰고, 이 중 대부분의 경기를 선발이나 후보 선수로 출장해 총 1,611분을 활약하였다.

### 파나티나이코스
2011년 7월 29일, 제카는 같은 국적의 제수알두 페헤이라 가 지도하는 그리스의 거함 파나티나이코스와 €400,000의 이적료에 4년 계약을 체결하였다. 그는 2012-13 시즌의 30경기 전부 출장하였으나, 파나는 6위의 초라한 성적에 그쳤다. 다음 시즌 대규모 선수단 개편을 거쳤을 때, 그는 숙청을 피한 몇 안되는 선수들 중 한명이었다.
2014년 4월 26일, 클럽에서 100경기 이상을 출전한 끝에, 제카는 아테네의 스피로스 루이스에서 열린 PAOK와의 그리스 컵 2013-14 결승전 이후 팀의 주장으로써 트로피를 들어올렸고, 6월 21일에 계약을 3년 연장하였다.

## 수상
파나티나이코스
- 그리스 컵: 2013-14

## 클럽 통계
2017년 10월 1일 기준
| 클럽            | 시즌      | 리그 | 리그 | 컵   | 컵 | 유럽* | 유럽* | 기타** | 기타** | 합계 | 합계 |
| 클럽            | 시즌      | 출장 | 골   | 출장 | 골 | 출장  | 골    | 출장   | 골     | 출장 | 골   |
| --------------- | --------- | ---- | ---- | ---- | -- | ----- | ----- | ------ | ------ | ---- | ---- |
| 비토리아 세투발 | 2010–11   | 26   | 0    | 3    | 1  | 0     | 0     | 2      | 0      | 31   | 1    |
| 비토리아 세투발 | 합계      | 26   | 0    | 3    | 1  | 0     | 0     | 2      | 0      | 31   | 1    |
| 파나티나이코스  | 2011–12   | 27   | 2    | 2    | 0  | 2     | 0     | 5      | 0      | 36   | 2    |
| 파나티나이코스  | 2012–13   | 30   | 4    | 2    | 0  | 10    | 1     | -      | -      | 42   | 5    |
| 파나티나이코스  | 2013–14   | 27   | 0    | 8    | 0  | 0     | 0     | 6      | 0      | 41   | 0    |
| 파나티나이코스  | 2014–15   | 29   | 2    | 2    | 0  | 8     | 0     | 5      | 0      | 44   | 2    |
| 파나티나이코스  | 2015–16   | 27   | 0    | 4    | 0  | 4     | 0     | 6      | 0      | 41   | 0    |
| 파나티나이코스  | 2016–17   | 23   | 0    | 3    | 0  | 9     | 0     | 4      | 0      | 39   | 0    |
| 파나티나이코스  | 2017–18   | 2    | 0    | 0    | 0  | 4     | 0     | 0      | 0      | 6    | 0    |
| 파나티나이코스  | 합계      | 165  | 8    | 21   | 0  | 37    | 1     | 26     | 0      | 249  | 9    |
| 코펜하겐        | 2017–18   | 3    | 1    | 0    | 0  | 2     | 0     | 0      | 0      | 5    | 1    |
| 코펜하겐        | 합계      | 3    | 1    | 0    | 0  | 2     | 0     | 0      | 0      | 5    | 1    |
| 경력 합계       | 경력 합계 | 194  | 9    | 24   | 1  | 39    | 1     | 28     | 0      | 285  | 11   |

(* UEFA 챔피언스리그, UEFA 유로파리그 포함) 

(** 타사 다 리가, 수페르리가 엘라다 플레이오프전 포함)